# Alpaida cali
Alpaida cali là một loài nhện trong họ Araneidae.
Loài này thuộc chi Alpaida. Alpaida cali được Herbert Walter Levi miêu tả năm 1988.